# Ghiacciaio Endurance
Il Ghiacciaio Endurance è un esteso ghiacciaio sulla parete nord del Monte Elder, che scarica a sud est, sulla costa meridionale dell'Isola Elephant, nelle Isole Shetland Meridionali, in Antartide, ed è il più importante ghiacciaio di scarico nell'isola. Il nome gli fu assegnato dallo UK Antarctic Place-Names Committee, in onore della HMS Endurance (Capitano P.W. Buchanan, Royal Navy), che si ancorò alla base del ghiacciaio numerose volte, in supporto alla Joint Services Expedition to Elephant Island, negli anni 1970–1971.